# Gamal Mubarak
Gamal Mubarak (fulde navn: Gamal Al Din Mohammed Hosni Sayed Mubarak (Arabisk: جمال الدين محمد حسنى سيد مبارك) (født 27. december 1963) er den anden søn af den tidligere egyptiske præsident Hosni Mubarak og dennes kone Sūzān Ṣāliḥ Thābit. Han er politiker og bankier med britisk og egyptisk pas. Gamal var indtil den 1. februar 2011 uofficielt arvtager til faderens præsidentpost. 
I modsætning til sin ældre bror, Alaa, har Gamal været aktiv i i det offentlige liv og var begyndt at øve en vis indflydelse på det politiske liv i landet. Han var den uofficielle arvtager til faderens præsidentpost, og det var ventet, at han stillede op til det kommende præsidentvalg i  september 2011, men siden demonstrationerne i Egypten begyndte i januar 2011, opholder han sig formodentlig i London.  
Efter at have afsluttet sit studium på det amerikanske universitet i Kairo, var han fra 1988 til 1994 vicepræsident for Bank of Americas London-afdeling for Europa, Mellemøsten og Afrika. Hans daværende forretningsområde koncentrerede sig om området Emissionsforretninger. I 1996 vendte han tilbage til Egypten.